# Jack Alexy
Jack Alexy, född 19 januari 2003, är en amerikansk simmare.

## Karriär
Alexy ingick i det amerikanska laget som tog guld på 4x100 meter medley vid VM 2023. Individuellt tog han silver på såväl 50 meter frisim som 100 meter frisim. Vid de amerikanska OS-uttagningarna, i juni 2024, inför OS 2024 kom han på andraplats på 100 meter frisim och kvalificerade sig därmed till olympiska sommarspelen 2024.